# Medalia „A 10-a aniversare a Ministerului Securității Statului al RMN”

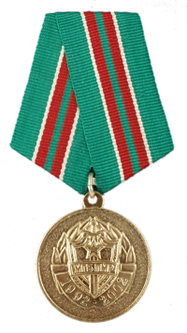
Medalia "A 10-a aniversare a Ministerului Securităţii Statului al RMN"

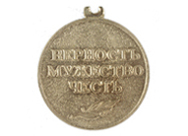
Reversul medaliei "A 10-a aniversare a Ministerului Securităţii Statului al RMN"

Medalia "A 10-a aniversare a Ministerului Securității Statului al RMN" (în rusă Медаль "Десять лет Министерству государственной безопасности Приднестровской Молдавской Республики") este una dintre decorațiile jubiliare ale auto-proclamatei Republici Moldovenești Nistrene. Ea a fost înființată prin decret al președintelui RMN, Igor Smirnov, din anul 2002.

## Statut
1. Medalia aniversară "A 10-a aniversare a Ministerului Securității Statului al RMN" a fost înființată pentru a-i premia pe angajații Ministerului Securității Statului a Republicii Moldovenești Nistrene, militari și angajați civili ai Ministerului Securității Statului, pentru eficiență în activitatea operativ-informativă, disciplină militară exemplară, dovedind inițiativă și persistență în întărirea securității Republicii Moldovenești Nistrene și care au activat în Ministerul Securității Statului o perioadă de cel puțin cinci ani.
2. Listele cu cei decorați cu Medalia "A 10-a aniversare a Ministerului Securității Statului al RMN" cuprind următoarele elemente: gradul militar, numele, prenumele, patronomicul, locul de serviciu (numărul unității militare). 
3. Cu Medalia jubiliară "A 10-a aniversare a Ministerului Securității Statului al RMN" pot fi decorați și cetățenii, care au dovedit solidaritate în activitatea de formare și dezvoltare a organelor Ministerului Securității Statului al Republicii Moldovenești Nistrene.
4. Medalia jubiliară "A 10-a aniversare a Ministerului Securității Statului al RMN" se poartă pe partea stângă a pieptului și este aranjată după Medalia "10 ani de la mișcarea de eliberare a femeilor din RMN".

## Descriere
Medalia "A 10-a aniversare a Ministerului Securității Statului al RMN" are formă de cerc cu diametrul de 31 mm și este confecționată dintr-un aliaj cupru-nichel. Fața și reversul medaliei au margini cu o lățime de 0,75 mm și cu înălțime de 0,5 mm.
Pe aversul medaliei se află imprimată în relief stema stilizată a Ministerului Securității Statului al Republicii Moldovenești Nistrene, ocupând secțiunea centrală a acesteia. În mijlocul stemei se află o bandă cu literele "МГБ ПМР", iar în partea de sus un asterisc pentagonal. Stema Ministerului Securității Statului este flancată de spice de grâu, care sunt acoperite în jumătatea inferioară de două benzi pe care sunt înscrise numerele "1992-2002". Suprafața aversului medaliei este granulată în relief. 
Reversul medaliei este neted și cuprinde inscripția în relief pe trei linii: "Верность. Мужество. Честь." ("Credință. Curaj. Onoare), reprezentând motto-ul Ministerului Securității Statului. Sub motto se află o ramură de laur dispusă convex.
Medalia este prinsă printr-o ureche de o panglică pentagonală de mătase lucioasă de culoare verde, având o lățime de 24 mm. În mijlocul panglicii sunt folosite culorile steagului național al Republicii Moldovenești Nistrene: roșu-verde-roșu, cu lățimi de câte 2,5 mm cele roșii și 2 mm - cea verde. Benzile care simbolizează steagul național al RMN sunt mărginite în ambele părți de fâșii longitudinale înguste de culoare albă, cu lățime de 1 mm. Pe reversul panglicii se află o agrafă pentru prinderea decorației de haine.

## Persoane decorate
- Vladimir Bodnar - deputat, președintele Uniunii Ucrainenilor din Transnistria